# 汶萊通訊服務
汶萊屬南亞國家，電信進入門檻很高，目前電信業者僅一家JBT，屬國營性質，民營化尚未完成。

## 電信

### 電話
電話服務遍佈全汶萊，普及率相當好，國際通訊服務媲美歐洲、美國與東亞地區的電信業者。
- 電信主要線路使用數：79,200 (2007)
- 行動電話數: 339,800 (2007)
- 行動電話訂戶：177,300 (2003推估)
- 衛星 地面站台: 2個國際通訊衛星 (1個印度洋通訊衛星、一個太平洋通訊衛星)
- 有與馬來西亞、新加坡、菲律賓連線的數位海底電纜

## 無線電
- 廣播電台：1個AM、2個FM（傳送18個不同頻率的頻道）、0個短波 (2006)

## 電視
- 廣播電視台：4 (包含2個特高頻（UHF）電台廣播訂閱服務) (2006)

## 網際網路
- 網際網路服務提供者：2個 (2003), Brunet（Jabatan Telekom Brunei（JTB）的子公司），以及DSTCom的Simpurnet服務
- 國碼: .bn
- 網際網路主機數：14,950 (2008)
- 網際網路使用者數：199,532 (2007)

### 寬頻接取
近期汶萊的網路接取由TelBru獨占。ADSL的寬頻速度從512 kbit/s至1 Mbit/s。1 Mbit/s從2006年引進，價格約每月128汶萊幣（約等同於新加坡幣），是全球高價電信網路的指標之一。由於市場的侷限性，使得電信部門的發展停滯，目前約有11000人的寬頻使用者，佔所有人口數（400,000）的1/40，使用的寬頻服務名稱為「E-Speed 2」；另外有愈來愈多的使用者訂閱3G行動服務。